# ポロネーズ第6番 (ショパン)
ポロネーズ第6番変イ長調 作品53は、フレデリック・ショパンが1842年に作曲し、翌年に出版したポロネーズ。『英雄ポロネーズ』の通称で親しまれており、ショパンが作曲したポロネーズの中でも『軍隊ポロネーズ』（第3番イ長調）や『幻想ポロネーズ』（第7番変イ長調）とともに有名であり、人気が高い。

## 概要
全体的に半音階的な上昇進行、動機の短縮、低音オクターヴによる音量効果がちりばめられておりピアノに管弦楽的な表現を遺憾なく発揮させている。力強いリズムを持つ本作品は、ポーランドの栄光をたたえているとされ、ショパンの愛国心のあらわれと指摘される。
なお、『英雄ポロネーズ』と名付けたのはショパン自身ではなく、誰が付けたのかは現在不明であるが、一説にはショパンと関わりが深い弟子たち、あるいはこの曲を聞いて感心した人たちが付けたといわれている。

## 構成

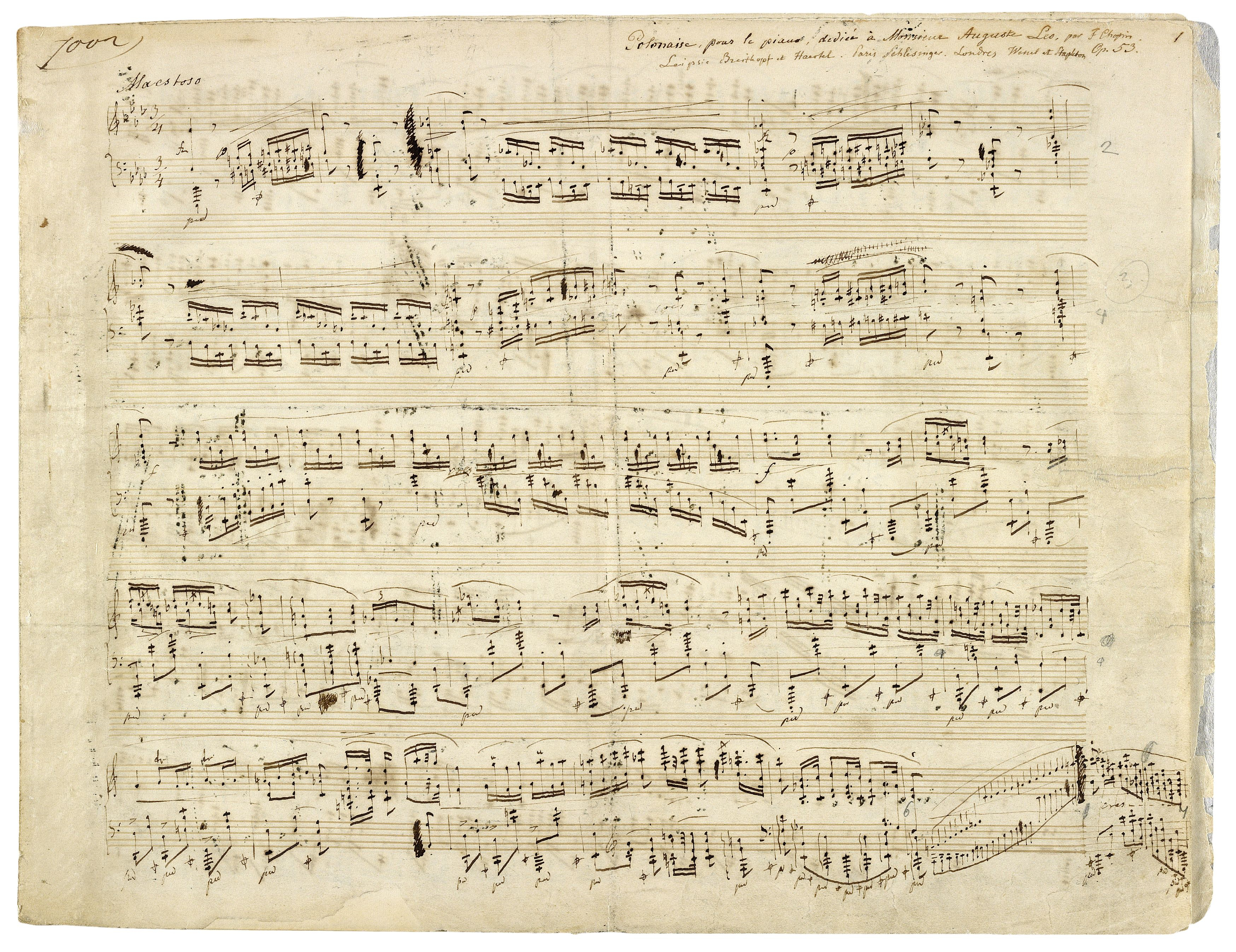
ショパン直筆楽譜（1842年）

変イ長調、Maestoso、3/4拍子。曲は複合三部形式で構成されている。

### 主題部
長い前奏の後に輝かしい第1主題が提示される。序奏は属調変ホ長調で半音階的な動機を中心に転調しながら繰り返される。7度の和声で効果的なオクターヴの進行の後に主題が現れる。平行短調を効果的に取り入れた第2主題がポロネーズのリズムを刻む。ここは不協和音が多く切迫した演出に成功している。第1主題が多少の装飾を持って繰り返されたあとトリオに入る。

### 中間部
トリオではホ長調に転調し、左手のオクターヴ連打の上にメロディーが現れる。トリオはさらに転調と曲想の変化を繰り返し、盛り上がったところで第1主題の再現となる。再現は不完全なまま壮大なコーダに入る。

## 使われた作品など
- コル・デ・フロートによる演奏テレビドラマ
  - 赤い激流 - 田代敏夫（水谷豊）が毎朝音楽コンクールの第1曲目として演奏される。演じる水谷豊は、後述の相棒でも同曲を演奏する場面がある。
  - ロングバケーション - 葉山真二（竹野内豊）が瀬名秀俊（木村拓哉）の前で、抜粋で弾いてみせて驚かす。
  - フジ子・ヘミングの軌跡
  - 相棒 - season3第15話「殺しのピアノ」で使用される。
  - のだめカンタービレ - 2008年放送の「のだめカンタービレ 新春スペシャル in ヨーロッパ」にて使用。
  - オレンジデイズ　- 2004年放送
- テレビアニメ
  - タッチ - 浅倉南が新体操を演じるときに使用される。
  - HUNTER×HUNTER（第1作） - 第48話でダルツォルネが演奏する。
- 映画
  - そして、バトンは渡された
- 楽曲
  - オリバー・クロムウェル (Oliver Cromwell)  - コントグループ、モンティ・パイソンによる、イギリス史上の独裁者オリバー・クロムウェルの一生を英雄ポロネーズにのせて歌い上げたコミックソング。
  - 英雄〜笑って!ショパン先輩〜/ハムカツ黙示録 - BEYOOOOONDSのシングル。原曲にはない日本語歌詞が付けられた。